# Eugène Moraine
Eugène Moraine war ein französischer Autorennfahrer.

## Karriere als Rennfahrer
Eugène Moraine startete in den 1920er-Jahren einmal beim 24-Stunden-Rennen von Le Mans. 1925 war er Teampartner von Louis Colas im Werksteam von Doriot, Flandrin et Parant. Der eingesetzte D.F.P. VA fiel nach einem Defekt aus. 

## Statistik

### Le-Mans-Ergebnisse
| Jahr | Team                                  | Fahrzeug  | Teamkollege | Platzierung | Ausfallgrund |
| ---- | ------------------------------------- | --------- | ----------- | ----------- | ------------ |
| 1925 | Automobiles Doriot-Flandrin-Parant SA | D.F.P. VA | Louis Colas | Ausfall     | Defekt       |